# افشاگر (مجموعه تلویزیونی)
افشاگر (به‏ کره‌ای: 트리거؛ انگلیسی: Unmasked) یک مجموعه تلویزیونی محصول کره جنوبی در ژانر کمدی اداره و دلهره‌آور اکشن به نویسندگی کیم گی ریانگ، به کارگردانی یو سون دونگ و با بازی کیم هه سو، جونگ سونگ ایل و جو جونگ هیوک است. این مجموعه در سئول امروزی واقع شده و داستان تیمی از گزارشگران تحقیقی را روایت می‌کند. این مجموعه در ۱۵ ژانویه ۲۰۲۵ از دیزنی پلاس پخش شد.

## بازیگران
- کیم هه سو در نقش اوه سو ریونگ[۲]
- جونگ سونگ ایل در نقش هان دو[۲]
- جو جونگ هیوک در نقش کانگ گی هو[۲]

## تولید

### توسعه
عنوان کاری اولیهٔ این مجموعه تریگربود و به کارگردانی یو سون دونگ است که کارگردانی شکارچیان شگفت‌انگیز ۲ (۲۰۲۳) را بر عهده داشته است. کی‌ایست یک قرارداد تولید با شرکت والت دیزنی کره امضا کرد.

### انتخاب بازیگران
کیم هه سو و جونگ سونگ ایل به ترتیب در ژوئن و نوامبر ۲۰۲۳ به گروه بازیگران پیوستند. حضور بازیگران کیم هه سو و جونگ سونگ ایل به همراه جو جونگ هیوک پس از اینکه دیزنی پلاس استیل‌کات‌هایی از این مجموعه در فوریه ۲۰۲۴ منتشر کرد، تأیید شد.

### فیلم‌برداری
تصویربرداری اصلی در ژانویه ۲۰۲۴ آغاز شد.